# Сігурд I Хрестоносець
Сігурд I Хрестоносець (давньоскан. Sigurðr Jórsalafari, норв. Sigurd Jorsalfare) або Сігурд Магнусон (1090—1130) — ярл Оркнейський з 1098 до 1103 року, король Мена та Островів з 1102 до 1103 року, король Норвегії з 1103 до 1130 року. В 1107—1110 роках очолював Норвезький хрестовий похід в Палестину. Походив з династії Інглінгів.

## Життєпис

### Молоді роки
Син Магнуса III, короля Норвегії, та Тори, королівської коханки. З молодості брав участь у походах свого батька. У 1098 році брав участь у морському поході Магнуса III до Оркнеїв, Гебридів та островів біля Шотландії. Цього ж року за волею батька Сігурд став ярлом Оркнейським.
У 1102 році, після захоплення норвежцями Мена та земель в Ірландському морі Сігурда проголошено королем Мена та Островів. Тоді ж для зміцнення свого становища Сігурд уклав шлюб з донькою Верховного правителя Ірландії Муїрхертаха О'Брайєна. Втім, у 1103 після загибелі батька Магнуса III Сігурд разом з норвезькими військами повернулися додому.

### Володарювання
Після смерті Магнуса III Сігурд I став співправителем королівства разом з своїми братами Ейстейном та Олафом. Після смерті у 1115 році ще малого Олафа, Сігурд розділив владу над Норвегією з Ейстейном.

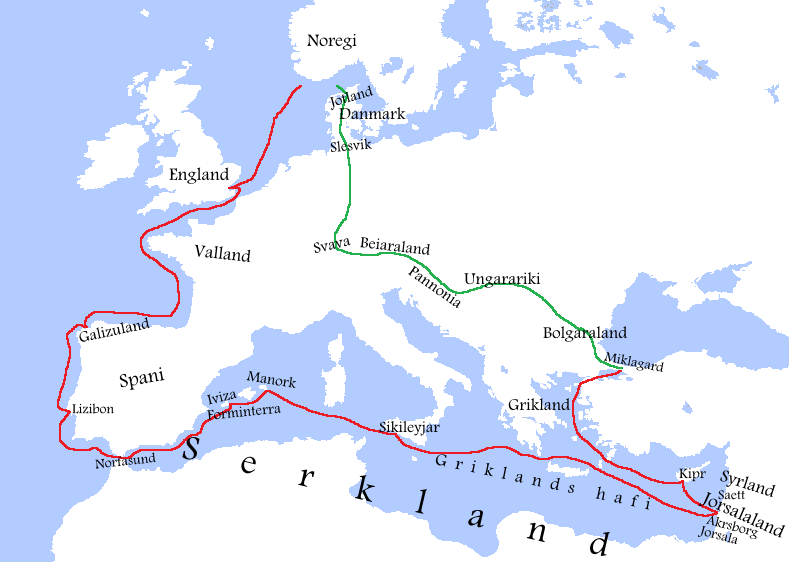
Хрестовий похід короля Сігурда I

У 1107 році, для спокутування своєї провини перед церквою, Сігурд I вирушив у Норвезький хрестовий похід. У поході він виявився досвідченим та майстерним військовиком, беручи участь у битвах при Лісабоні, островах Середземного моря, самій Палестині. Сігурд, за посередництва Данила Мниха, налагодив приязні стосунки з Балдуїном I, королем Єрусалиму. Узяв активну участь у захоплені м. Сідон 5 грудня 1110 року. За це Сігурд I отримав частину Святого хреста. Після закінчення хрестового походу Сігурд повернувся додому — спочатку морем через Кіпр до Константинополя, а відтак суходолом через Болгарію, Угорщину і Німеччину, де він зустрівся з Лотарем III, імператором Священної Римської імперії. Після цього дістався Данії, де король Нільс I допоміг Сігурду I дістатися Норвегії у 1111 році. За цей похід Сігурд отримав прізвисько «Хрестоносець».
Після цього Сігурд не виявляв значної активності у державницьких справах, дозволяючи Ейстейну I керувати Норвегією. Після смерті останнього у 1123 році Сігурд I повернувся до активного політичного життя, ставши одноосібним володарем Норвегії. Того ж року він розпочав війну проти Швеції за землі Смоланда у Швеції, яка тривала з перемінним успіхом.
У внутрішнє життя Сігурд I впровадив церковну десятину, що сприяло зміцненню церкви у країні. Після цього королівська влада почала також спиратися на більш суттєву підтримку християнської церкви. Король Сігурд запровадив у 1123 році ще одну єпархію у м. Ставангер та у 1124 році на Гренландії (за це отримав від гренландців білого ведмедя), спрямувавши туди першого єпископа Арнольда. У Гренландії біля Гардара було заснована ставка єпископа.
Надалі Сігурд також вів активну загарбницьку політику, здійснивши кілька походів до Вендланду.
26 березня 1130 року Сігурд I помер, поховано його у церкві Галвардскатедрален в Осло.

## Родина
1. Дружина — Блатмін, донька Муїрхертаха О'Брайєна, верховного короля Ірландії
Діти: не було
2. Дружина — Малмфреда, донька Мстислава I, великого князя Київського.
Діти:
- Христина (1125—1179), дружина Ерлінга Скакке, норвезького ярла

3. Коханка — Боргільд Олафсдотір
Діти:
- Магнус (1115—1139)